# Débora Campos
Débora da Silva Rodrigues Campos (Itaboraí, 4 de outubro de 1975) é uma atleta paralímpica de tiro esportivo.

## Biografia
Em julho de 1987, em Itaboraí (RJ), Débora foi atropelada. Dez meses mais tarde, aos 12 anos, devido a complicações, teve que amputar a perna direita. Durante o período de recuperação, ainda criança, a fluminense, que havia se mudado para Curitiba (PR), brincava com uma espingarda de chumbinho.
Em 2000, Débora se submeteu a uma cirurgia bariátrica. Por muito tempo, ficou sem contato com tiros até 2009, quando, em uma conversa casual com um colega, descobriu que ele praticava o esporte. Após alguns meses de treinamento, conquistou a medalha de ouro no Campeonato Brasileiro da modalidade. Contudo, a alegria no esporte foi abalada por uma tragédia. Seis meses após o título, ela se tornou viúva.
A atleta também participou das Paralimpíadas do Rio, em 2016, ficando em 13ª na pistola de ar SH1. No mesmo ano ela conquistou 2 medalhas de prata no primeiro dia da II Copa Brasil de Tiro Esportivo.
Ela precisou passar por duas cirurgias no ombro, em 2018, por ter rompido parcialmente o tendão direito e lesionado o manguito rotador do tendão esquerdo. Ainda durante a fase de recuperação, Debora conquistou a medalha de ouro na prova P2 – 10m pistola de ar.
Debora recebeu uma homenagem do Comitê Paralímpico Brasileiro (CPB), por ter ficado entre os melhores de 2014.
Ela foi medalhista nos Jogos Parapan-Americanos de Lima, em 2019, onde conquistou a prata.
Em 2023, Debora participou da disputa por Equipes Mista no Campeonato Mundial de Tiro Esportivo Paralímpico, em Lima, no Peru. A seleção brasileira conquistou o bronze na prova P6 Pistola de Ar – 10m – Time Misto SH1.

## Títulos
Pan-Americano
- Ouro: pistola de ar 10m (2013)
- Prata: pistola livre 50m (2013)

Copa do Mundo
- Bronze (equipe): pistola sport 25m (Tailândia, 2013)
- Bronze: pistola livre 50m (Tailândia, 2013)
- Ouro: pistola de ar 10m (Fort Benning, 2016)

Jogos Parapan-Americanos
- Prata (misto): pistola de ar 10m (Lima, 2019)[12]